# Connacht Rugby
Connacht Rugby és un equip professional de rugbi a 15 irlandès, amb base a la província de Connacht, que participa en la Magners League. El club disputa els seus partits a la ciutat de Galway, a l'estadi Galway Sportsgrounds.